# Α-葡聚糖

支链淀粉结构图，其中主链的不同单体之间由α-1,4-糖苷键聚合而成，支链形成处，接合两个单糖残基的是α-1,6-糖苷键

α-葡聚糖（alpha glucan）是指由α-葡萄糖聚合形成的聚糖。淀粉（包括直链淀粉和支链淀粉）、糖原均属于α-葡聚糖。在淀粉和糖原分子中，主链的不同单体之间由α-1,4-糖苷键聚合而成，在形成支链处，会有α-1,6-糖苷键存在。另外，已有人工合成以α-1,3-糖苷键聚合的α-葡聚糖的报道。